# Foum Toub
Foum Toub è un comune dell'Algeria, situato nella provincia di Batna.